# The Lady Most Willing...
The Lady Most Willing... è un romanzo della scrittrice americana Julia Quinn, scritto insieme a Eloisa James e Connie Brockway, pubblicato nel 2012. Il romanzo appartiene alla dilogia nota come The Lady Most....

## Trama
Durante una bufera di neve nelle Highlands scozzesi, un eccentrico conte rapisce per errore tre giovani nobildonne e un’ereditiera americana, nel tentativo di trovare moglie a due nobili scapoli. L’imprevisto confinamento nel castello darà vita a intrecci romantici e inaspettate scelte del cuore.

## Edizioni
- Julia Quinn, Eloisa James e Connie Brockway, The Lady Most Willing..., Piatkus, 2012, ISBN 9780349430638.